# Predsjedatelj Vijeća ministara Bosne i Hercegovine
Predsjedatelj Vijeća ministara Bosne i Hercegovine rukovodi Vijećem ministara BiH, jednim od nositelja izvršne vlasti u Bosni i Hercegovinu uz Predsjedništvo BiH. Predsjedatelja Vijeća ministara imenuje Predsjedništvo prema kojemu ima političku odgovornost.
Ured predsjedatelja Vijeća ministara s radom je počeo 6. lipnja 2000. Prethodno su postojala dva čelnika Vijeća ministara - kopredsjedatelji. Institucija kopredsjedatelja Vijeća ministara postojala je od 1. siječnja 1997., a do tada je djelovala Vlada Bosne i Hercegovine kojoj je na čelu bio predsjednik.

## Popis predsjedatelja Vijeća ministara
Predsjednici Izvršnog vijeća SR BiH
| predsjednik | predsjednik      | od                | do                 | stranka |
| ----------- | ---------------- | ----------------- | ------------------ | ------- |
| 1.          | Milanko Renovica | travanj 1974.     | 28. travnja 1982.  | SK BiH  |
| 2.          | Seid Maglajlija  | 28. travnja 1982. | 28. travnja 1984.  | SK BiH  |
| 3.          | Gojko Ubiparip   | 28. travnja 1984. | 28. travnja 1986.  | SK BiH  |
| 4.          | Josip Lovrenović | 28. travnja 1986. | travanj 1988.      | SK BiH  |
| 5.          | Marko Ceranić    | travanj 1988.     | 20. prosinca 1990. | SK BiH  |

Predsjednici Vlade (R)BiH
| predsjednik | predsjednik     | od                  | do                  | stranka |
| ----------- | --------------- | ------------------- | ------------------- | ------- |
| 1.          | Jure Pelivan    | 20. prosinca 1990.  | 9. studenog 1992.   | HDZ BiH |
| 2.          | Mile Akmadžić   | 9. studenog 1992.   | 25. listopada 1993. | HDZ BiH |
| 3.          | Haris Silajdžić | 25. listopada 1993. | 30. siječnja 1996.  | SDA     |
| 4.          | Hasan Muratović | 30. siječnja 1996.  | 3. siječnja 1997.   | SDA     |

Kopredsjedatelji i dopredsjedatelji Vijeća ministara BiH
| kopredsjedatelj | kopredsjedatelj | od                | do              | stranka | kopredsjedatelj     | kopredsjedatelj  | od                | do               | stranka | dopredsjedatelj | dopredsjedatelj | od                | do              | stranka |
| --------------- | --------------- | ----------------- | --------------- | ------- | ------------------- | ---------------- | ----------------- | ---------------- | ------- | --------------- | --------------- | ----------------- | --------------- | ------- |
|                 | Haris Silajdžić | 3. siječnja 1997. | 6. lipnja 2000. | SBiH    |                     | Boro Bosić       | 3. siječnja 1997. | 3. veljače 1999. | SDS     |                 | Neven Tomić     | 3. siječnja 1997. | 6. lipnja 2000. | HDZ BiH |
|                 | Haris Silajdžić | 3. siječnja 1997. | 6. lipnja 2000. | SBiH    | Svetozar Mihajlović | 3. veljače 1999. | 6. lipnja 2000.   | SPRS             |         |                 | Neven Tomić     | 3. siječnja 1997. | 6. lipnja 2000. | HDZ BiH |

Predsjedatelji i zamjenici predsjedatelja Vijeća ministara BiH
| predsjedatelj | predsjedatelj     | od                  | do                  | stranka | zamjenik | zamjenik          | od                 | do                 | stranka | zamjenik        | zamjenik           | od                 | do                 | stranka |
| ------------- | ----------------- | ------------------- | ------------------- | ------- | -------- | ----------------- | ------------------ | ------------------ | ------- | --------------- | ------------------ | ------------------ | ------------------ | ------- |
| 1.            | Spasoje Tuševljak | 6. lipnja 2000.     | 18. listopada 2000. | SDS     |          |                   |                    |                    |         |                 |                    |                    |                    |         |
| 2.            | Martin Raguž      | 18. listopada 2000. | 22. veljače 2001.   | HDZ BiH |          |                   |                    |                    |         |                 |                    |                    |                    |         |
| 3.            | Božidar Matić     | 22. veljače 2001.   | 18. srpnja 2001.    | SDP BiH |          |                   |                    |                    |         |                 |                    |                    |                    |         |
| 4.            | Zlatko Lagumdžija | 18. srpnja 2001.    | 15. ožujka 2002.    | SDP BiH |          |                   |                    |                    |         |                 |                    |                    |                    |         |
| 5.            | Dragan Mikerević  | 15. ožujka 2002.    | 23. prosinca 2002.  | PDP     |          |                   |                    |                    |         |                 |                    |                    |                    |         |
| 6.            | Adnan Terzić      | 23. prosinca 2002.  | 11. siječnja 2007.  | SDA     |          | Mladen Ivanić     | 23. prosinca 2002. | 11. siječnja 2007. | PDP     |                 | Bariša Čolak       | 23. prosinca 2002. | 11. siječnja 2007. | HDZ BiH |
| 7.            | Nikola Špirić     | 11. siječnja 2007.  | 12. siječnja 2012.  | SNSD    |          | Dragan Vrankić    | 11. siječnja 2007. | 12. siječnja 2012. | HDZ BiH |                 | Tarik Sadović      | 11. siječnja 2007. | 31. srpnja 2009.   | SDA     |
| 7.            | Nikola Špirić     | 11. siječnja 2007.  | 12. siječnja 2012.  | SNSD    |          | Dragan Vrankić    | 11. siječnja 2007. | 12. siječnja 2012. | HDZ BiH | Sadik Ahmetović | 24. studenog 2009. | 12. siječnja 2012. | SDA                |         |
| 8.            | Vjekoslav Bevanda | 12. siječnja 2012.  | 31. ožujka 2015.    | HDZ BiH |          | Zlatko Lagumdžija | 12. siječnja 2012. | 31. ožujka 2015.   | SDP BiH |                 | Nikola Špirić      | 12. siječnja 2012. | 31. ožujka 2015.   | SNSD    |
| 9.            | Denis Zvizdić     | 31. ožujka 2015.    | 23. prosinca 2019.  | SDA     |          | Vjekoslav Bevanda | 31. ožujka 2015.   | 23. prosinca 2019. | HDZ BiH |                 | Mirko Šarović      | 31. ožujka 2015.   | 23. prosinca 2019. | SDS     |
| 10.           | Zoran Tegeltija   | 23. prosinca 2019.  | 28. prosinca 2022.  | SNSD    |          | Bisera Turković   | 23. prosinca 2019. | 25. siječnja 2023. | SDA     |                 | Vjekoslav Bevanda  | 23. prosinca 2019. | 25. siječnja 2023. | HDZ BiH |
| 11.           | Borjana Krišto    | 25. siječnja 2023.  | trenutno            | HDZ BiH |          | Staša Košarac     | 25. siječnja 2023. | trenutno           | SNSD    |                 | Zukan Helez        | 25. siječnja 2023. | trenutno           | SDP BiH |